# Rancanumpang
Rancanumpang is een bestuurslaag in het regentschap Kota Bandung van de provincie West-Java, Indonesië. Rancanumpang telt 4809 inwoners (volkstelling 2010).